# Сайуэке
Валентин Сайуэке (ок. 1818 — 8 сентября 1903) — один из крупных вождей мапуче-теуэльче в современной провинции Неукен в аргентинской Патагонии.

## Рождение и предыстория
Родился в 1818 году в Паис-де-лас-Мансанас (на языке мапуче — Калеуфу) на севере Аргентинской Патагонии. Его отцом был вождь Чокори (? — 1834), который, согласно некоторым источникам, имел арауканское или пампа-пуэльческое или теуэльческое происхождение, а его матерью была Йелкулачум из племени пуэльче. Сайуэке родился, когда скотоводы Буэнос-Айреса продвигались к территориям пампасов, находящимся под контролем коренных народов. Идея истребления или изгнания коренных народов была позже продолжена Хулио Архентино Рока.
Трем кампаниям против коренного населения, предпринятым губернатором провинции Буэнос-Айрес Мартином Родригесом в период с 1820 по 1823 год с целью расширения границы. В период с 1833 по 1834 год была добавлена кампания Росаса в пустыне, в ходе которой, сражаясь с племенами Пампы и Патагонии, войска продвинулись к югу от реки Рио-Колорадо и поднялись вверх по реке Рио-Негро в попытке подчинить себе народы мапуче и теуэльче, как коренные жители этого региона, так и выходцы из Араукании в Чили.
Почти пятьдесят лет спустя, потерпев неудачу в оборонительной позиции, занятой правительствами после битвы при Касеросе, генерал Хулио Архентино Рока, который в 1878 году рекомендовал сохранить союзы с племенем Ранкель, пока готовилось их уничтожение силой, стал сторонником триумфальной генерализованной позиции наступления на территории, находящиеся под контролем коренных народов, что он осуществил посредством Завоевания пустыни и которое завершилось покорением или изгнанием коренных народов и передачей этих земель крупным землевладельцам.
Аналогичным образом Эстанислао Себальос, изучавший пампасы и Патагонию, советовал завоевать дружбу и доверие Сайуэке, но в то же время считал, что следует быть непримиримым с подчиненными ему индейскими племенами. Со своей стороны, Наполеон Урибуру решил пересечь реку Неукен и начал преследовать и притеснять коренные народы.

## Правление в Паис-де-лас-Мансанас
Добрые отношения и мир царили под железным руководством Сайуэке и распространились на нескольких вождей и капитанов Неукена, который тогда называли «Страной яблок». Он был известен своим гостеприимством и обладанием богатством, выражавшимся в скоте, лошадях и серебряных изделиях.
Признанный авторитет в Буэнос-Айресе, он жил в Калеуфу и установил хорошие дружеские отношения с аргентинским правительством, поскольку Сайуэке считал себя аргентинцем, а «мансанерос» были скотоводами и возделывали свои плодородные земли. В 1863 году он подписал мирный договор с правительством Буэнос-Айреса и не участвовал в рейдах.
С другой стороны, они хотели помешать своим 5000 копьям поддержать арауканов знаменитого вождя Кальфукуры, который своими набегами господствовал в регионе Пампас. Так называемая Паис-де-лас-Мансанас, родина Сайуэке и его разнородной конфедерации арауканов и теуэльче, была районом наибольшей концентрации населения.
В 1872 году майор Мариано Бехарано посетил Сайуэке, посланный правительством для «собирания всех возможных данных о численности индейцев в этом районе и маршрутах их передвижения, качестве полей, типе и местоположении водопоев и т. д., а также всего того, что может представлять интерес для изучения этих регионов». Бехарано стал свидетелем того, как Сайуэке отклонил предложение о двух флагах, которые ему принес эмиссар чилийской армии: «касик вернул их, сказав, что он аргентинец».
Но человеком, который, возможно, выразил ему наибольшую признательность и отличил его своей дружбой, был аргентинский исследователь и ученый Франсиско П. Морено, его друг, которого он когда-то держал почти в плену, хотя и не по своему собственному решению, а благодаря вмешательству своих советников, которые не хотели, чтобы Морено отправился в Чили.

## Завоевание пустыни
В первой части «Завоевания пустыни» произошли запутанные эпизоды: по-видимому, полковник Урибуру вышел за рамки своих полномочий и атаковал дальше того места, где ему было приказано . В апреле 1879 года Сайуэке посоветовался со своими вождями, собрал парламент воинов и подготовил свой народ. Урибуру начал военные действия. Вопреки ожиданиям, поскольку действовали мирные договоры, Сайуэке не получил повестку Роки о проведении конференции. Рока написал Сайуэке, назначив его губернатором Яблочного полуострова. Рока, опытный стратег, изучал кампании против индейцев в США и знал опыт англичан в Индии: разделяй и властвуй. Для некоторых привилегии ведут к непреодолимому. Сайуэке обратился к Урибуру, призывая его сохранять мир. Урибуру не ответил на его просьбу. Конфликт стал необратимым: индейцы и армия столкнулись в Аука-Мауида и на реке Агрио. Но на такой огромной территории ведется партизанская война, которая бьет по слабым местам армии, при этом серьезных столкновений не происходит.
В 1881 году генерал Конрадо Вильегас начал кампанию Науэль-Уапи с целью разгромить индейцев Сайуэке, численность которых в то время оценивалась в 1000 копейщиков, и правительство больше не считало их друзьями. Армия мобилизовала 1700 человек в три бригады:
- Первая бригада под командованием подполковника Руфино Ортеги провела короткую кампанию, в ходе которой столкнулась с Такуманом, сыном вождя Сайуэке. 3 апреля ураган достиг Науэль-Уапи, оставив после себя 23 погибших коренных жителя.
- Вторая бригада под командованием полковника Лоренцо Винтера застала врасплох вождя Мольфинкео у реки Колон-Кура, взяв 48 пленных. В ходе поисков Сайуэке он оставил 17 убитых коренных жителей.
- Третья бригада под командованием полковника Либорио Берналя, направляясь в Науэль-Уапи, захватила в плен 140 индейцев и убила 45. Однако главные вожди остались на свободе: «Они предпочитают умереть, сражаясь, чем жить как рабы», и в 1882 году они совершили свои последние нападения.

К 1882 году кампания Вильегаса расширила границу до всего Неукена, территории, которую с этого момента защищали пятнадцать новых фортов и крепостей: еще 364 коренных жителя были убиты и более 1700 взяты в плен. 5 мая 1883 года генерал Вильегас докладывал:
На территории между реками Неукен, Лимай, Андами и озером Науэль-Уапи; Ни одного индейца не осталось, все были выброшены на запад. (…) К югу от реки Лимай, остатки дикого племени вождя Сайуэке остаются бежавшими, бедными, жалкими и лишенными престижа…
Однако в ноябре губернатор Патагонии генерал Лоренцо Винттер отдал приказ о решающем наступлении на вождей Сайуэке и Инакаяля. Подполковник Лино Орис де Роа покинул Вальчету с тремя легкими колоннами, отправившись на поиски Сайуэке через Тромениеу, Макинчао и Ялалабат, но вождь исчез. К тому времени Мануэль Намункура, сын вождя Кальфукуры, измученный, сдался вместе с 330 своими людьми. Вожди, собравшиеся на большой парламент, попытались организовать отчаянную оборону. Вооружившись огнестрельным оружием, они вступили в бой, решив сражаться не на жизнь, а на смерть. Несколько вождей были вынуждены сдаться. Но Сайуэке и Инакаяль были готовы сражаться до конца. В отчете Министерства войны и флота было указано, что
…они пригласили друг друга и Сайуэке, который находился на севере, присоединиться к войскам и сражаться с ними не на жизнь, а на смерть. Наблюдение, осуществлявшееся в палатках, было превосходным, и мужчины расходились лишь небольшими группами и на несколько часов, чтобы совершить обход, одновременно отвечая за откачку воды с поля и прокладывание троп во всех направлениях.
Когда вожди объединились, они договорились о решительном сопротивлении:
…в Шуникепарии состоялся большой парламент, на котором присутствовали Инакаяль, Фойель, Шагальо, Сальвутия, Райель, Науэль, Пичи Курууинка, Кумилао, Уичаимилья, Уэнчунекуль, Уикалео и другие вожди, представлявшие свое племя, а также Сайуэке со всеми его капитанами. … Парламент пришел к выводу, что никто не должен сдаваться правительственным войскам и что они должны сражаться насмерть, а племена должны оказывать друг другу взаимную поддержку. Что согласованным сигналом тревоги был поджег холмов, и что в зависимости от их количества и местонахождения у них были свои пояснительные сведения, о которых знали только вожди.
Аргентинские войска перекрыли пути коренному населению. Несмотря на клятву вождей, контрасты и разница в вооружении ослабляют дух аборигенов. Не было ни сил, ни скота, и, получив сообщения о том, что все кончено, индейская армия распалась. Только войска Сайуэке ушли на свободу, но вождь понимал, что это вопрос времени. 18 октября 1884 года индейцы провели последнюю битву. 1 января 1885 года Сайуэке сдался с войском в более чем 3000 человек.

## Последние годы
После окончания военных действий против Лос Мансанерос Сайуэке был доставлен в Кармен-де-Патагонес, а оттуда — в Буэнос-Айрес, сделав остановку в Баия-Бланке, на пароходе Pomona.
Они разместили его в Ретиро, где он вместе со своим народом стал объектом наблюдения, особенно во время празднования карнавала. Газеты того времени отражали эти события. Они сфотографировали его, взяли у него интервью и одели его как компадрито.
Он встретился с военным министром Морено, архиепископом и президентом Рока. Он попросил землю для своего народа. Место, где можно жить в мире и достоинстве. 1 апреля он снова отплыл в Патагонию. Верные капитаны, их сын и их семья остались пленниками в Буэнос-Айресе.
Они отвезли его в Чичиналес, недалеко от современной Вилья-Рехины, где находились некоторые из его людей. Это был временный пункт назначения в ожидании земель обетованных, но так прошло более десяти лет. В 1896 году аргентинское правительство выделило Сайуэке и его народу землю: холмы каменистых гор в Чубуте, вдали от рек и зелени. Когда они обосновались в долине Генуи, жизнь вождя уже угасла.
Сайуэке скончался 8 сентября 1903 года после того, как во время ритуальной церемонии в Чубуте у него случился сердечный приступ.